# Roelof Benjamin van den Bosch
Roelof Benjamin van den Bosch (Róterdam, 31 de octubre de 1810-Goes, Zelanda; 28 de enero de 1862) fue un botánico neerlandés. Es conocido por su trabajo en los musgos y helechos de Indonesia.

## Vida
Estudió medicina en Leiden desde 1828 hasta 1837, cuando obtuvo su doctorado con una tesis sobre la influencia de la música en la medicina. Se estableció como médico en Goes, pero también fue muy demandado debido a su conocimiento botánico.
A la muerte de Molkenboer en 1854 y su colegas Dozy en 1856 fue nombrado para la recogida de musgo para el entonces Herbario Nacional (ahora Herbario Nacional de los Países Bajos) para explorar y describir con más detalle. Junto con van der Sande Lacoste, explicó el resultado conseguido en Bryologica javanica, su obra más famosa y más grande. Describe además las especies ya conocidas también de más de trescientos nuevos musgos.
Van den Bosch fue también uno de los fundadores de la Sociedad Koninklijke Nederlandse Botanische Vereniging en 1845.
- La abreviatura «Bosch» se emplea para indicar a Roelof Benjamin van den Bosch como autoridad en la descripción y clasificación científica de los vegetales.[1]

## Epónimos
El género Vandenboschia la familia de los helechos (Hymenophyllaceae) fue nombrado por Copeland en su honor, así como Trichomanes boschianum por Jacob W. Sturm.

## Algunas publicaciones
- Plantae Junghuhnianae - Leiden, 1856
- Hymenophyllaceae Javanicae, sive Descriptio hymenophyllacearum archipelagi Indici iconibus illustrata - Leiden, 1861
- R.B. van den Bosch Et alii: Prodromus florae batavae, Editio altera. Nieuwe lijst der Nederlandsche phanerogamen en vaatkryptogamen. Uitgegeven door de Nederlandsche Botanische Vereniging. Nijmegen, F.E. Macdonald, 1901-1916
- F. Dozy, J. H. Molkenboer, R. B. van den Bosch & C. M. van den Sande Lacoste, 1855-1870: Bryologia Javanica, seu descriptio muscorum frondosorum Archipelagi Indici iconibus illustrata. E. J. Brill in Lugduni-Batavorum - Leiden, 1855-1870